# 訓示
| ウィキペディアには「訓示」という見出しの百科事典記事はありません（タイトルに「訓示」を含むページの一覧/「訓示」で始まるページの一覧）。 代わりにウィクショナリーのページ「訓示」が役に立つかもしれません。 |